# Thaix
Thaix är en kommun i departementet Nièvre i regionen Bourgogne-Franche-Comté i de centrala delarna av Frankrike. Kommunen ligger i kantonen Fours som tillhör arrondissementet Château-Chinon (Ville). År 2022 hade Thaix 43 invånare.

## Befolkningsutveckling
Antalet invånare i kommunen Thaix
| Referens: INSEE |